# Pays du Sud-Grésivaudan
Ne doit pas être confondu avec Sud Grésivaudan, Canton du Sud Grésivaudan, Bas-Dauphiné ou Nord-Isère.
Le Pays du Sud-Grésivaudan, situé dans le département de l'Isère, entre Grenoble et Romans-sur-Isère, correspond à la partie de la vallée de l'Isère située entre le pays voironnais et le département de la Drôme, dans le prolongement du Y grenoblois.
Le territoire qui se confond avec le canton du même nom, créé en 2015, regroupe près de 40 000 habitants. Il est structuré au sein du syndicat mixte Pays du Sud-Grésivaudan qui fédère trois communautés de communes :
- la communauté de communes de la Bourne à l'Isère (dont la ville centre est Pont-en-Royans),
- la communauté de communes du pays de Saint-Marcellin (chef-lieu : Saint-Marcellin),
- la communauté de communes de Vinay (chef-lieu : Vinay).

Ces communautés de communes fusionnent le 1er janvier 2017 au sein de Saint-Marcellin Vercors Isère Communauté. 
Le Pays du Sud-Grésivaudan conserve une dominante agricole (dont la culture de la noix de Grenoble) avec quelques agglomérations éparses situées sur la route de Grenoble à Romans-sur-Isère.

## Géographie
Ce territoire correspond à la partie inférieure du cours de l'Isère, un des principaux affluent du Rhône située entre le Pays Voironnais et le département de la Drôme.
Les cinq communes les plus importantes du Sud-Grésivaudan (par leurs populations) sont, du nord au sud : Vinay, Saint-Sauveur, Saint-Marcellin, Chatte et Saint-Hilaire-du-Rosier.

## Toponymie
Le terme « Graisivaudan » ou « Grésivaudan » désigne historiquement la vallée de l'Isère autour de Grenoble, provient essentiellement, selon l'étymologie traditionnelle romane, de l'adjectif latin Gratianopolitanus, fondé sur Gratianopolis, nom romain de la cité de Grenoble, mais appliquée à la moyenne vallée de l'Isère.

## Histoire

### Préhistoire
Durant la période du mésolithique (de 9 000 à 5 000 av. J.-C), marquée par de nombreux changements économiques et sociaux, liés notamment au développement de la forêt en Europe à la suite du bouleversement écologique se traduisant par un réchauffement climatique, les hommes s’installèrent dans les différents massifs du département sous des abris rocheux et des grottes. Le site des « Lots », sur la commune de Saint-Marcellin, témoigne de l'activité agro-pastorale qu'il y avait dans cette partie de la vallée de l'Isère.

### Le Moyen Âge

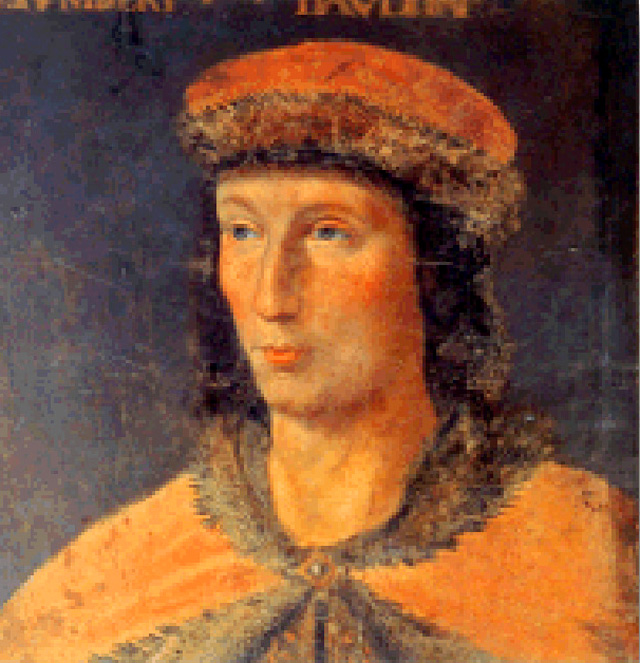
Le Dauphin Humbert II de Viennois, le dernier des dauphins du Viennois

Au XIIe siècle, les comtes d'Albon prirent le titre de dauphins de Viennois. Le comté d'Albon prit alors le titre de Dauphin. Leur état s'étend principalement dans la vallée de l'Isère.
Créée par le dauphin de Viennois Humbert II dans un édit du 22 février 1337, le conseil delphinal siège à Saint-Marcellin plutôt qu'à Grenoble, car le dauphin possède un château tout proche, à Beauvoir-en-Royans. En 1340, le nouvel évêque de Grenoble, Jean de Chissé est plutôt favorable à la présence du Conseil delphinal dans la ville. En 1340, Humbert II souhaitant centraliser son administration à Grenoble, décide alors du transfert de l'institution vers Grenoble. Un palais delphinal est construit sur les bords de l'Isère.
Le dernier des dauphins indépendants, Humbert II de Viennois, dépensa des sommes considérables jusqu'à ne plus pouvoir s'acquitter de ses dettes. Il se trouva d'autre part sans héritier, son fils étant mort à l'âge de deux ans. Philippe VI tire alors profit de cette situation et après de nombreux et longs pourparlers, le dauphin céda le Dauphiné au Royaume de France le 30 mars 1349, par le traité de Romans, habilement négocié par son protonotaire, Amblard de Beaumont.
En contrepartie, le fils du roi de France devait dorénavant prendre le titre de dauphin et la France reconnaître l’autonomie de la province.

### Époque contemporaine
En 1790, la province royale du Dauphiné est réorganisée en trois départements : la Drôme, les Hautes-Alpes et l’Isère, dont les chefs-lieux sont respectivement Valence, Gap et Grenoble. Le Sud-Grésivaudan est alors rattaché à l'arrondissement de Saint-Marcellin, situé dans l'ouest du département de l'Isère. Créé le 17 février 1800, il sera supprimé le 10 septembre 1926. Le Sud-Grésivaudan est alors rattaché à l'arrondissement de Grenoble.

## Économie

### Secteur agricole

#### Noix de Grenoble

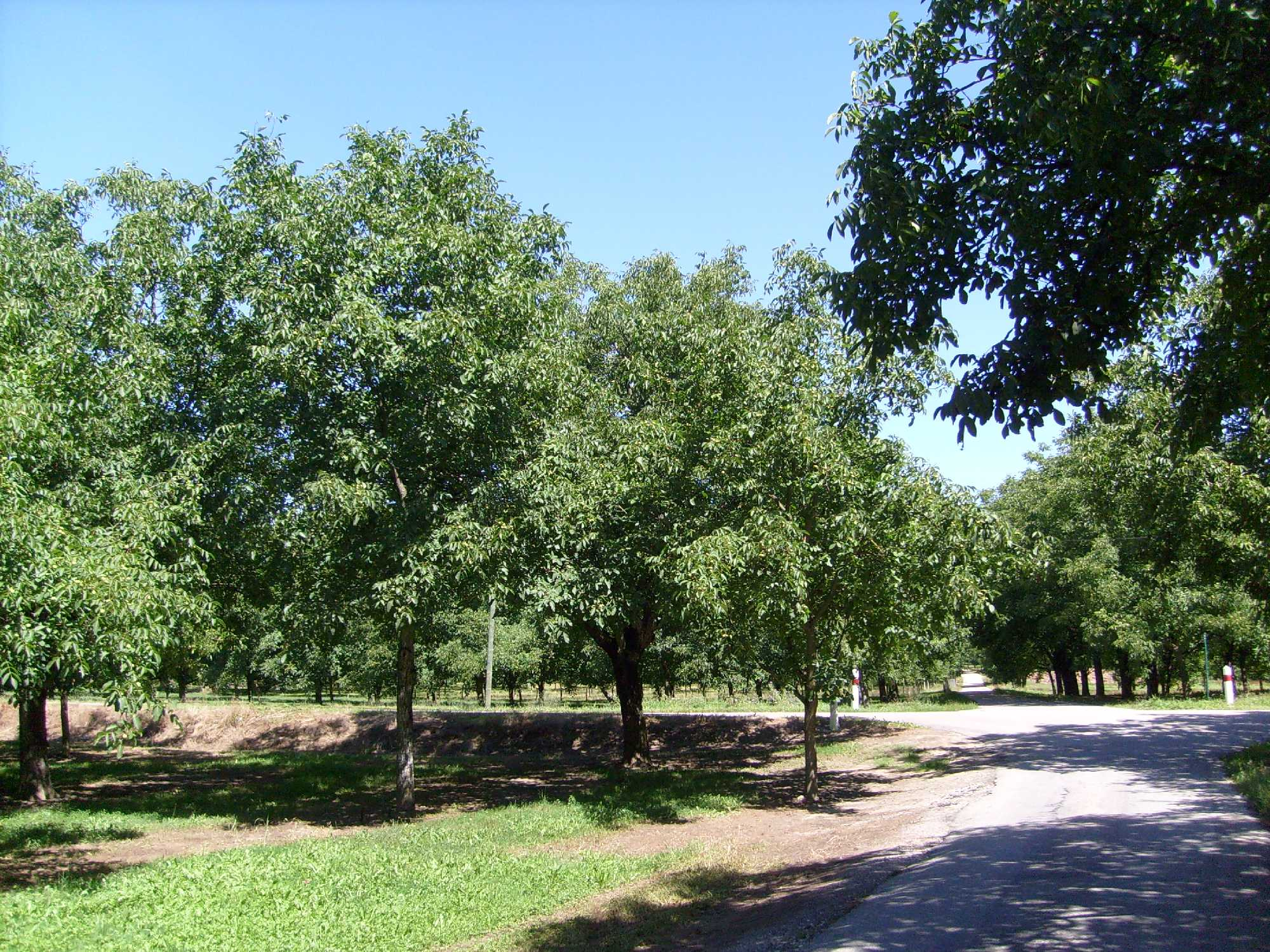
Champs de noyers à L'Albenc

Le pays du Sud-Grésivaudan recouvre une grande partie de la zone de la culture de la noix de Grenoble qui correspond au nom d'une AOP fruitière (cette appellation d'origine protégée est réglementée par l'Union européenne). 
Cette appellation concerne un fruit issu d'une aire de culture particulière et de variétés spécifiques propres à celle-ci. L'aire de culture de la noix de Grenoble couvre 259 communes sur trois départements dont 183 en Isère, 47 dans la Drôme et 29 en Savoie principalement le long de la vallée de l’Isère, une grande partie de cette production étant effectuée dans le secteur de Tullins, Vinay et de Saint-Marcellin.

#### Le saint-marcellin

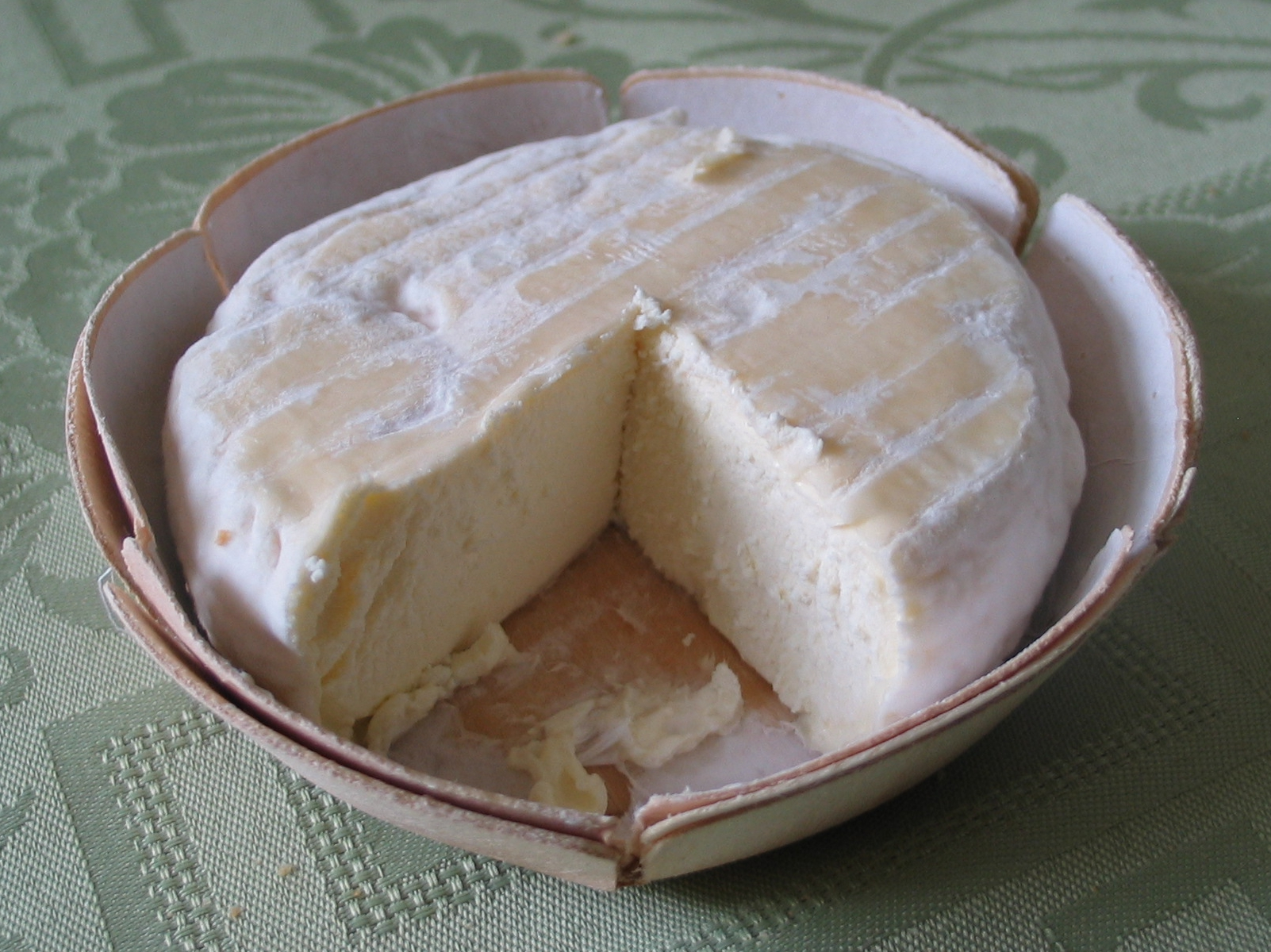
Fromage Saint-Marcellin

Le pays du Sud-Grésivaudan recouvre également une partie de la zone de production d'un fromage à pâte molle à croûte fleurie, dénommé le saint-marcellin. 
Cette appellation concerne une production réalisée avec le lait provenant de 274 communes de l'Isère, de la Drôme et de la Savoie, une grande partie de cette production étant effectuée dans le secteur de Vinay et de Saint-Marcellin.

### Secteur industriel
Les principales zones industrielles et artisanales du territoire sont situées dans les communes de Saint-Marcellin, Saint-Romans, Saint-Sauveur et de Vinay.

### Secteur touristique
Le territoire compte de nombreux sites touristiques :
- Le château de l'Arthaudière
- Le couvent des Carmes de Beauvoir-en-Royans
- Le Grand Séchoir
- Le musée de Saint-Antoine-l’Abbaye
- Le jardin des fontaines pétrifiantes
- Le Pont-en-Royans et le musée de l'eau

ainsi que de nombreux bâtiments classés ou inscrits au titre des monuments historiques (partiel ou complet) :
- Le Château de l'Alba (L'albenc) - inscrit
- L'usine de moulinage de la soie de la Galicière (Chatte) - inscrit
- L'église Notre-Dame de la Jayère (Saint-Antoine-l'Abbaye) - inscrit
- L'Abbaye de Saint-Antoine-l'Abbaye (Saint-Antoine-l'Abbaye)- classé
- L'hôtel de ville de Saint-Antoine-l'Abbaye (Saint-Antoine-l'Abbaye) - classé
- L'église Saint-Marcellin (Saint-Marcellin) - inscrit
- La maison le Bateau ivre (Saint-Marcellin) - inscrit
- Château de la Sône (La Sône) - inscrit

## Culture et patrimoine

### Lieux et monuments liés à l'histoire locale
Le territoire comprend de nombreux lieux et monuments locaux directement liés à l'histoire locale, dont :

#### L'Abbaye de Saint-Antoine-l'Abbaye

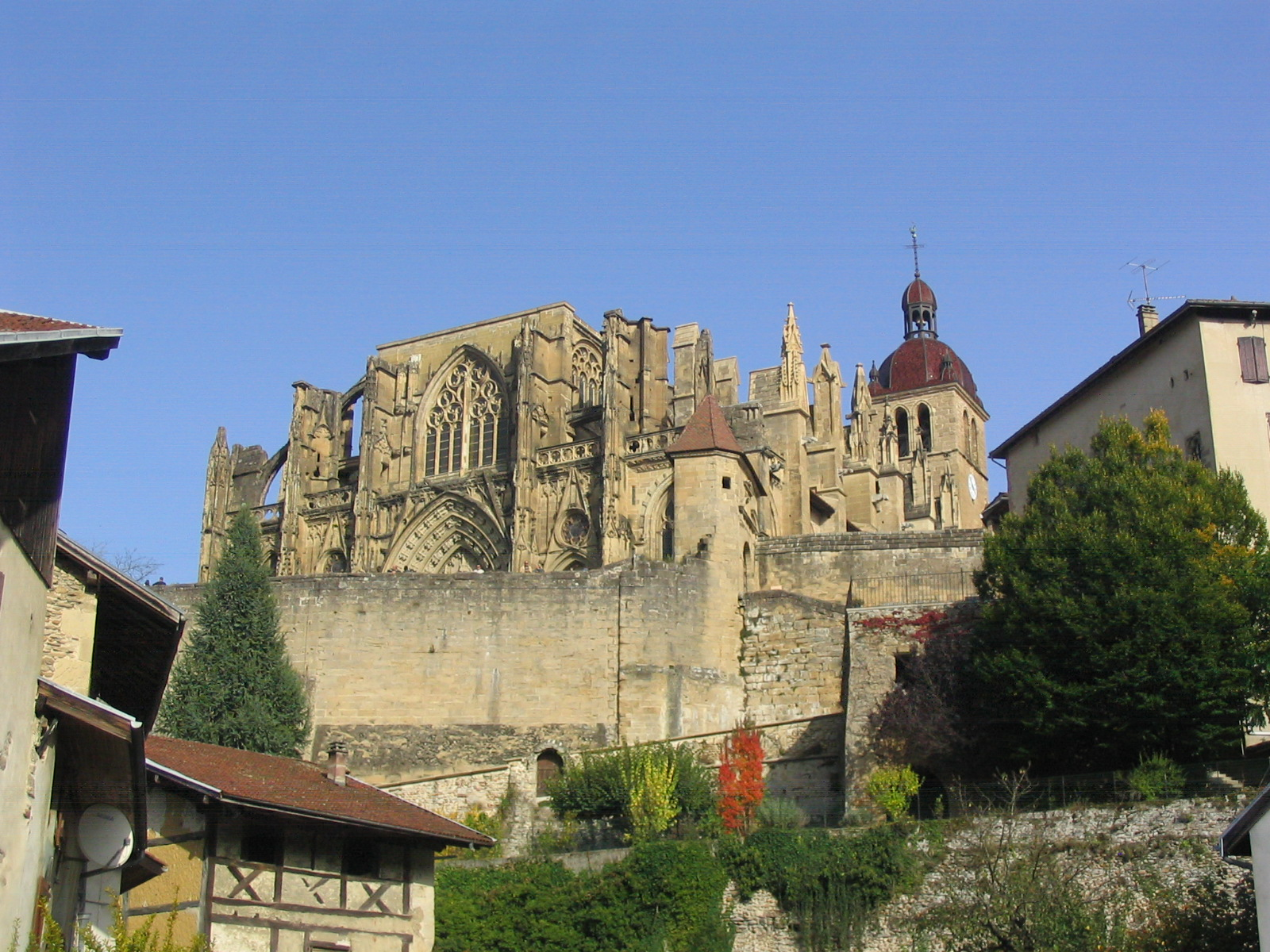
Église de Saint-Antoine-l'Abbaye vue d'en bas

Unique site du territoire à avoir été classée dès 1840 par Prosper Mérimée, l'abbaye de Saint-Antoine a été classée dans sa totalité au titre des monuments historiques en 1981, le parvis de l'abbatiale avec son mur de soutènement, le portail monumental et le grand escalier ont été classés en 1993.
Le musée départemental a été installé dans l'ancien noviciat des XVIIe et XVIIIe siècles. Sur deux étages il présente l'exposition permanente : Chroniques du Moyen Âge Guérir l'âme et le corps abordant tous les chapitres de l'histoire de l'abbaye en correspondance avec la société médiévale.

#### Le Grand Séchoir de Vinay

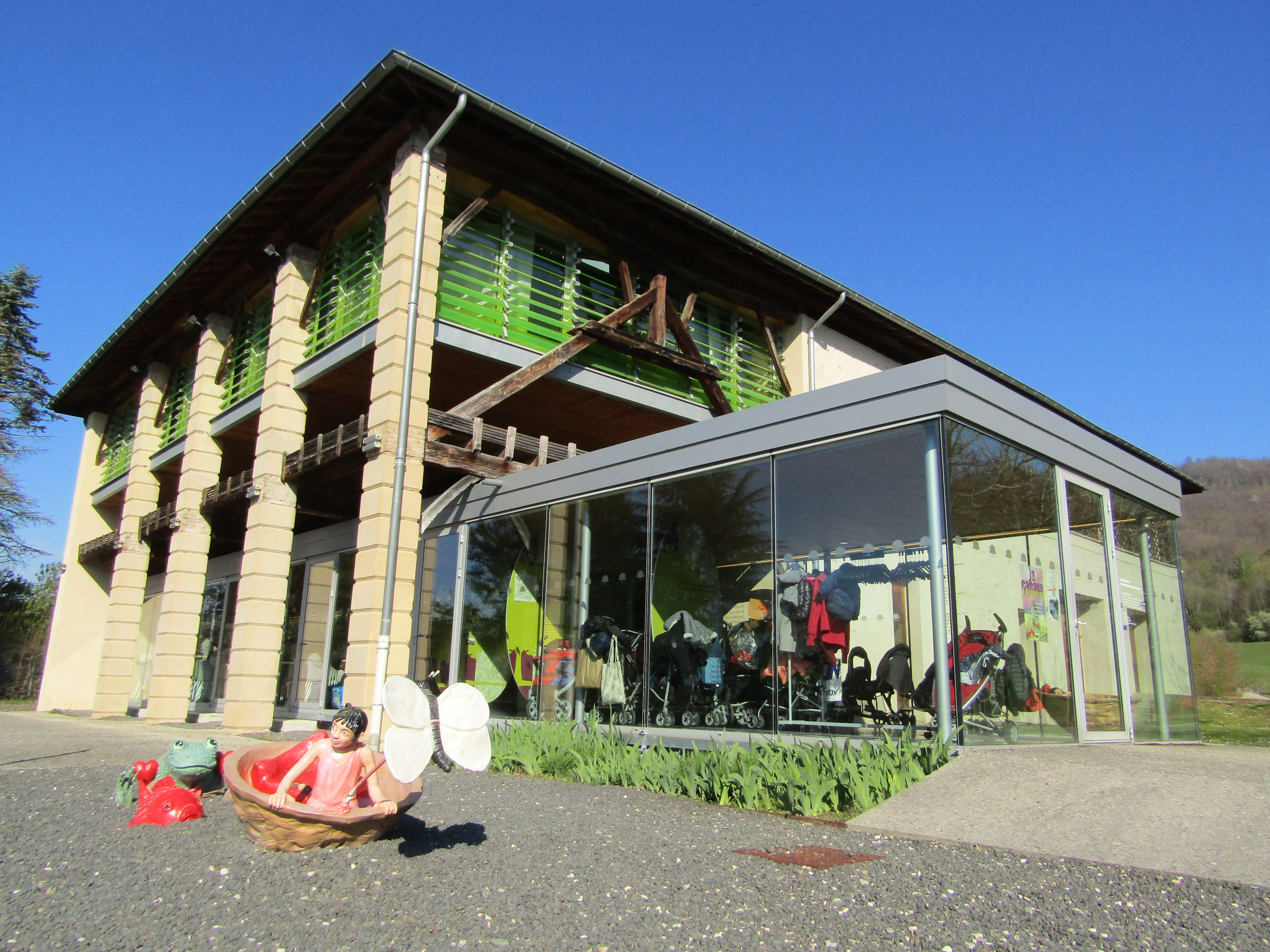
Le Grand Séchoir en avril 2019

Ouvert en 2005, après deux ans de travaux organisé par  la communauté de communes de Vinay, « le Grand Séchoir - Maison du Pays de la noix de Vinay » a été installé une ancienne ferme avec son séchoir à noix restauré et transformé en un espace muséographique.
Cet espace présente l’histoire du pays de la noix de Grenoble, dont la culture est très représentative du paysage de la région.

### Langue historique locale

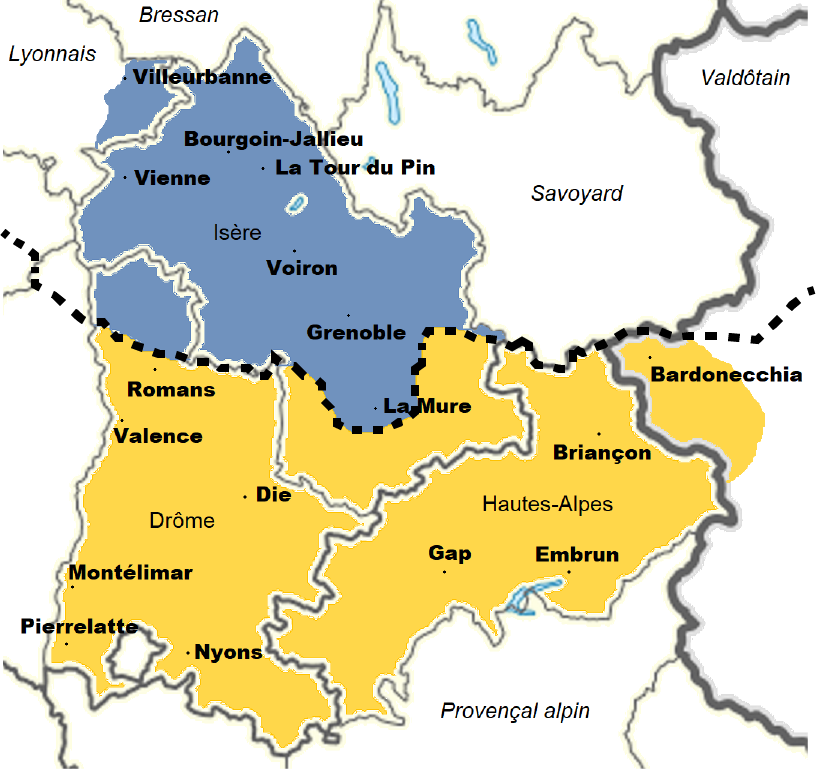
Carte linguistique du Dauphiné : Le dauphinois est un dialecte arpitan parlé dans le nord du Dauphiné.

Historiquement, sur le plan linguistique, le territoire du Sud Grésivaudan se situant à l'ouest de l'agglomération grenobloise se situe dans la zone des patois dauphinois. Cette partie du Dauphiné appartient donc au domaine de la langues dite francoprovençal ou arpitan au même titre que les parlers savoyards, vaudois, Valdôtains, bressans et foréziens,.
L'idée du terme, « francoprovençal », attribué à cette langue régionale parlée dans la quart de la France du Centre-Est différente du français, dit langue d'oil et de l'occitan, dit langue d'oc est l'œuvre du linguiste et patriote italien Graziadio Isaia Ascoli en 1873 qui en a identifié les caractéristiques, notamment dans le Grésivaudan, les pays alpins et la vallée de l'Isère, depuis sa source jusqu'à sa confluence avec le Rhône. .

### Patrimoine gastronomique
Outre la noix de Grenoble et le fromage saint-marcellin, le territoire est également connu pour sa production de ravioles du Dauphiné.

### Le Sud-Grésivaudan dans les arts

#### Films
- 1996 : Le Montreur de boxe de Dominique Ladoge a été tourné à Saint-Antoine-l'Abbaye
- 2000 : Les rivières pourpres de Mathieu Kassovitz a été, en partie, tourné à Vinay
- 2005 : Peindre ou faire l'amour de Arnaud Larrieu a été, en partie, tourné à Vinay